# 4895 Embla
4895 Embla è un asteroide della fascia principale. Scoperto nel 1986, presenta un'orbita caratterizzata da un semiasse maggiore pari a 2,3558274 UA e da un'eccentricità di 0,2366749, inclinata di 7,13113° rispetto all'eclittica.